# Allogromiinae
Allogromiinae es una subfamilia de foraminíferos bentónicos de la familia Allogromiidae, del suborden Allogromiina y del orden Allogromiida. Su rango cronoestratigráfico abarca desde el Ordovícico superior hasta la actualidad.

## Clasificación
Allogromiinae incluye a los siguientes géneros:
- Allogromia
- Archaeochitinia †
- Archaeochitosa †
- Chitinolagena †
- Chitinosaccus
- Chitinosiphon
- Cylindrogullmia
- Diplogromia
- Gloiogullmia
- Guanduella
- Labyrinthochitinia †
- Lieberkuehnia
- Marsupulina
- Paralieberkuehnia
- Penardogromia
- Periptygma
- Pleurophrys
- Rhynchogromia
- Rhynchosaccus
- Saedeleeria
- Sphairogullmia
- Xenothekella

Otros géneros considerados en Allogromiinae son:
- Allelogromia, aceptado como Diplogromia
- Craterina, aceptado como Allogromia
- Faralieberkuehnia